# هوانتنا
هوانتنا (به لاتین: Hewanetenna) یک منطقهٔ مسکونی در سری‌لانکا است که در استان مرکزی (سری‌لانکا) واقع شده‌است.